# エレクトロクラッシュ
エレクトロクラッシュ (Electroclash、Elektroklash とも) は、1980年代の音楽であるニュー・ウェイヴ、ポストパンク、エレクトロ、ディスコ等を、1990年代後半のダンス・ミュージックの概念で解釈・再構築を行ったものである。
代表的なアーティストとして、DJヘル（Gigoloレーベル）、2 Many DJ's、LCDサウンドシステム、アダルト、ピーチズ、フェリックス・ダ・ハウスキャット、フリーズポップ、ミス・キティン・アンド・ザ・ハッカー、ティガ、ル・ティグラ、チックス・オン・スピード、フィッシャースプーナー、ザ・スランツ、レディトロン等がある。石野卓球もかねてからニュー・ウェイヴの影響が強くエレクトロクラッシュのアーティストとの仕事もある。
1990年代末よりニューヨークおよびデトロイト、ベルリン、ミュンヘン、フランス各地などで形成され、2000年代前半に最盛期を迎えた。エレクトロクラッシュという語は、このジャンルのグループの多くの結成を助けたDJラリー・ティー（Larry Tee）が造語したとされるが、DJヘルはその前からこのジャンルの先駆者となってきたとみなされている。

## 経緯
「エレクトロクラッシュ」というジャンル名は2001年、ニューヨークで「エレクトロクラッシュ・フェスティバル」が開催された時期から音楽マスコミの注目を集めるようになった。エレクトロクラッシュは、一般受けのする当時のシンセポップやエレクトロニック・ミュージックに対して、よりアンダーグラウンド志向を持ちアート性を追求した。音楽面ではニュー・ウェイヴやポストパンクから影響を受け、歌詞はパンクなどの怒りに満ちた歌詞から影響を受け、ビジュアル面では1960年代のポップアートなどを参照していた。またクラブではなくギャラリーなどの空間を使ってライブを行うグループも多かった。
エレクトロクラッシュ・フェスティバルは2002年にも開催され、2003年と2004年には全米・全欧ツアーを行った。このジャンルは2002年から2004年にかけてマスコミや消費者の注目を浴びたが、中にはブレイク当時から大々的に特集していたメディアもあったため、本来は内実のないムーブメントでメディアが仕掛けたブームであったとの見方もある。メディアの熱狂は収束したが、エレクトロクラッシュに分類されたアーティストは以後も活発に活動を続けている。